# Autostrada A315 (Francja)
Autostrada A 315 (fr. Autoroute A 315) – łącznica autostradowa we Francji, w północno-wschodnim departamencie Mozela (region Lotaryngia).
A 315 wraz z autostradą A 314 tworzy układ dróg łączących wschodnie i południowe dzielnice stolicy regionu – Metz z autostradą A 4. W części północnej miasta rolę tę spełnia autostrada A 31. Węzeł A 315/A 4 (Bifurcation de Mey) obsługuje ruch samochodowy w kierunku zachodnim, tj. w relacji Reims/Luksemburg ↔ Metz.
Autostrady A 314 i A 315 pełnią bardzo istotną rolę w układzie komunikacyjnym aglomeracji Metz, pozwalając na dotarcie ze wschodniej części miasta oraz z centrum do autostrady A 4 z pominięciem A 31, która na tym odcinku jest bardzo zatłoczona. Ponadto A 315 i jej przedłużenie – droga ekspresowa N431, łącząca się z A 31 na południe od Metz stanowią wschodnią obwodnicę miasta, znacznie skracając podróż z Nancy w kierunku Strasburga.